# Albino Fravezzi
Albino Fravezzi es un deportista italiano que compitió en vela en la clase Star.
Ganó una medalla de plata en el Campeonato Mundial de Star de 1980, y dos medallas de bronce en el Campeonato Europeo de Star, en los años 1984 y 1985.

## Palmarés internacional
| \| Campeonato Mundial \| Campeonato Mundial \| Campeonato Mundial \| Campeonato Mundial \| \| Año \| Lugar \| Medalla \| Clase \| \| ------------------ \| ----------------------- \| ------------------ \| ------------------ \| \| 1980 \| Río de Janeiro (Brasil) \| Medalla de plata \| Star \| \| Campeonato Europeo \| \| \| \| \| Año \| Lugar \| Medalla \| Clase \| \| 1984 \| Palamós (España) \| Medalla de bronce \| Star \| \| 1985 \| Copenhague (Dinamarca) \| Medalla de bronce \| Star \| |                         |                   |       |
| Campeonato Mundial |                         |                   |       |
| Año | Lugar                   | Medalla           | Clase |
| 1980 | Río de Janeiro (Brasil) | Medalla de plata  | Star  |
| Campeonato Europeo |                         |                   |       |
| Año | Lugar                   | Medalla           | Clase |
| 1984 | Palamós (España)        | Medalla de bronce | Star  |
| 1985 | Copenhague (Dinamarca)  | Medalla de bronce | Star  |